# Never Grow Old
Pour plus de détails, voir Fiche technique et Distribution.
Never Grow Old est un western multinational écrit et réalisé par Ivan Kavanagh, sorti en 2019,.

## Synopsis
En 1849, pendant la ruée vers l'or, l'Irlandais Patrick Tate (Emile Hirsch), charpentier et de ce fait croque-mort, s'installe à Garlow, ville paisible sur le sentier californien, avec son épouse française Audrey (Déborah François) et ses deux enfants. Une nuit, le hors-la-loi Dutch Albert (John Cusack) débarque chez lui et l'utilise pour s'emparer du saloon, ses jeux d'argent et ses prostituées, créant la terreur dans la ville. Les conflits et les meurtres provoqués par le hors-la-loi vont incidemment faire prospérer les revenus de Patrick Tate. Sous la contrainte, celui-ci entretient une relation très ambigüe avec Dutch Albert. Mais ces liens, dans la violence ambiante, sont très mal vus en ville et rejetés par Audrey qui ne veut pas voir sa famille vivre grâce au sang versé par des bandits.

## Fiche technique
Sauf indication contraire, les informations mentionnées dans cette section peuvent être confirmées par la base de données cinématographiques IMDb,  présente dans la section « Liens externes ».
- Titre original et français : Never Grow Old
- Titre international : Where We'll Never Grow Old
- Réalisation et scénario : Ivan Kavanagh
- Direction artistique : John Leslie
- Décors : Marc Ridremont
- Costumes : Jackye Fauconnier
- Photographie : Piers McGrail
- Montage : Dermot Diskin et Bernard Beets
- Musique : Aza Hand, Will Slattery et Gast Waltzing
- Production : Jacqueline Kerrin, Nicolas Steil et Dominic Wright
- Coproduction : Marina Festré, Marie-Claire Kerrin et Jean-Michel Rey
- Sociétés de production : Ripple World Pictures et Iris Productions
- Sociétés de distribution : Saban Films (États-Unis), Rezo Films (France)
- Budget : 12 millions de dollars[réf. nécessaire]
- Pays d'origine :  États-Unis,  Irlande,  Luxembourg,  Belgique,  France
- Langue originale : anglais, italien, français
- Format : couleur - 2,39:1
- Genre : western, drame
- Durée : 100 minutes
- Dates de sortie :
  - États-Unis : 15 mars 2019
  - France : 7 août 2019
  - Irlande, Royaume-Uni : 23 août 2019
  - Belgique : 11 octobre 2019 (Festival international du film de Flandre-Gand ⋅)
- Interdit aux moins de 12 ans lors de sa sortie en France

## Distribution
- John Cusack (VF : Renaud Marx) : Dutch Albert
- Emile Hirsch (VFB : Sébastien Hébrant) : Patrick Tate
- Déborah François (VFB : elle-même): Audrey Tate
- Danny Webb (VF : Guy Pion) : Pike
- Tim Ahern (VFB : Michel Hinderyckx) : le shérif Parker
- Sam Louwyck (VFB : Jean-Michel Vovk) : Dumb-Dumb
- Camille Pistone (lui-même) : Sicily
- Antonia Campbell-Hughes : Maria Pike
- Paul Reid : Ed
- Paul Ronan : Bill Crabtree
- Anne Coesens (elle-même) : Mme Crabtree
Version française
  - Société de doublage : C You Soon
  - Direction artistique : Alexandra Correa
  - Adaptation des dialogues : Dimitri Botkine

## Production
En décembre 2017, les médias annoncent qu’Emile Hirsch, John Cusack, Déborah François, Antonia Campbell-Hughes, Paul Ronan, Danny Webb partagent leur nom sur l’affiche du film, avec Ivan Kavanagh en tant que scénariste et réalisateur. Dans une interview publiée sur Cineuropa de Davide Abbatescianni avant que le film ne sorte encore aux États-Unis, Ivan Kavanagh avoue qu'il s’est inspiré « des photos prises dans les années 1850 et au-delà. La souffrance qu’on pouvait lire sur le visage des gens était terrifiante – d'ailleurs quand on écoute les chants de cette époque, ils ne parlent que de souffrance, de misère, et d’une vie bien meilleure de l’autre côté, au paradis. Cela donne une image troublante de la construction de l’Amérique du Nord et de l’expérience des immigrés, qui donne vraiment matière à réfléchir. J’ai essayé de redonner cette dimension au film et de rendre hommage aux westerns que j’adorais lorsque j’étais enfant ».

### Tournage
Le tournage a lieu en Irlande (notamment au Connemara) et au Luxembourg.

## Accueil

### Sorties
En février 2018, Saban Films obtient les droits de la distribution du film. Il sort en avant-première mondiale le 15 mars 2019 aux États-Unis. Le 7 août 2019 en France et le 23 août 2019 au Royaume-Uni, y compris en Irlande.

### Critique
Le film obtient un accueil mitigé par la critique. « C’est du western à l’ancienne, comme on aime, avec un bonus. Tout a été tourné en Irlande, d’où ces cieux frottés de plombagine, cet horizon incertain, cette lumière opaque choisie par le réalisateur » pour L'Obs, qui souligne la prestation de John Cusack qui « trouve ici un rôle dément : le visage empâté, la bouche en cul-de-poule, la voix murmurante, il semble pétri dans de la pâte à modeler pourrie. Il dévore la ville, mais aussi le film ». Pour Libération, « d’avoir été éclairé à la bougie façon Impitoyable, ça n’empêche de constater : la réalisation obscure ne parvient pas à cacher les misères d’un film dépourvu de talent » mais « Cusack est assez impressionnant pour aimanter une force, une intensité, par un sens inné de mise en scène de soi-même ». Pour Jérôme Garcin, Never Grow Old est un « film qui amende les lois du genre et n’en respecte pas les codes est un pur, un oppressant, un excellent western. [...] C’est un western sans espaces infinis, sans désert craquelé, sans soleil brûlant, sans chacals, sans Winchester, sans diligences, sans charges de cavalerie, sans Cheyennes et sans happy end. Un western où le ciel est bas et la boue, haute. Un western en cinquante nuances de noir ». Enfin, pour Le Parisien, c'est un .